# Paloh (Peusangan)
Paloh is een bestuurslaag in het regentschap Bireuen van de provincie Atjeh, Indonesië. Paloh telt 312 inwoners (volkstelling 2010).